# Philipp Gassner
Philipp Gassner (* 30. August 2003 in Feldkirch) ist ein liechtensteinisch-österreichischer Fussballspieler.

## Karriere

### Verein
Gassner begann seine Karriere beim SV Frastanz. Zur Saison 2017/18 kam er in die AKA Vorarlberg, in der er bis zum Ende der Saison 2021/22 sämtliche Altersstufen durchlief. Zwischen Juni und August 2021 kam er zudem zweimal für seinen Stammklub Frastanz in der fünftklassigen Landesliga zum Einsatz. Zur Saison 2022/23 wechselte der Angreifer zum Zweitligisten FC Dornbirn 1913, bei dem er einen bis Juni 2024 laufenden Vertrag erhielt. Insgesamt kam er zu 21 Zweitligaeinsätzen für Dornbirn.
Im Februar 2024 schloss Gassner sich dem Regionalligisten VfB Hohenems an.

### Nationalmannschaft
Der gebürtige Österreicher Gassner spielte im Mai 2018 erstmals für eine liechtensteinische Nationalauswahl. Zwischen August 2018 und Oktober 2019 kam er zu elf Einsätzen im U-17-Team. Im September 2020 debütierte er im U-21-Team.
Im Juni 2022 gab er sein Debüt in der A-Nationalmannschaft, als er in der UEFA Nations League gegen Lettland in der 78. Minute für Aron Sele eingewechselt wurde.